# 大井 (品川區)
大井（日语：／ Ōi */?）是日本東京都品川區町名。現行行政地名為大井一丁目至大井七丁目。郵遞區號140-0014。2013年（平成25年）8月1日為止的人口有25,952人。

## 地理
位於東京都品川區東南部。北與廣町之間以東京都道420號鮫洲大山線為界，東與東大井、南大井之間以JR東海道本線路廊為界，南鄰大田區山王，西接西大井，西北與二葉之間以立會道路為界。
町域東部有南北向的東京都道421號東品川下丸子線（池上通）通過。其他地域内道路有光學通（路名來自西大井的尼康公司）、瀧王子通。大井一丁目東北端有大井町站，站前大樓商店聚集，車站周邊是品川區頗具規模的商業區。池上通沿線可見商店與住宅區。

### 廣域地名的大井
廣義的大井為舊荏原郡大井町的南大井、東大井、西大井與相鄰的填埋地勝島、八潮等地區。

## 歷史
早在延喜式和和名類聚抄就已記載此地。鎌倉時代，紀實春向土著自稱大井氏，因此稱為大井鄉。江戶時代設有鈴森刑場（南大井）。
1889年（明治22年）施行村制。1908年（明治41年）施行町制，為大井町，現在站名的由來。1932年（昭和7年）編東京市品川區，大井是這一帶町名的冠稱。1939年（昭和14年）沿岸進行填埋工程，戰後建設大井競馬場（勝島）與大井埠頭（八潮）。1964年（昭和39年）實施住居表示，成立大井、南大井、東大井、西大井。

### 地名的由來
據說也與「井」的字面意思相關，但目前尚不清楚。一般認為是指大的水井。有傳聞指「井」源自於光福寺，新編武藏風土記稿記載了海在1201年（建仁元年）出生時曾將井水作為產湯使用，但大井早就記載在10世紀完成的延喜式，明顯矛盾。

## 住居表示實施前後的町名變遷
| 實施後     | 實施前                         |
| ---------- | ------------------------------ |
| 大井一丁目 | 大井權現町的南部地區、大井鎧町 |
| 大井二丁目 | 大井森下町                     |
| 大井三丁目 | 大井山中町                     |
| 大井四丁目 | 大井倉田町                     |
| 大井五丁目 | 大井瀧王子町                   |
| 大井六丁目 | 大井鹿島町                     |
| 大井七丁目 | 大井庚塚町                     |

## 交通
町域内的鐵路站有東北端的京濱東北線、東急大井町線、臨海線大井町站。町域南部靠近有京濱東北線大森站。此外，大井町站的巴士十分便利。

## 設施
- 伊藤洋華堂大井町店
- 阪急大井町花園
- VIA INN（日语：ヴィアイン）東京大井町
- 東橫INN品川大井町
- Access大井町大樓－日學本社
- Brillia大井町 LA VIE EN TOWER
- 住友不動產大井町站前大樓－JT Foods（日语：ジェイティフーズ）本社
- 品川區立山中小學校
- 品川區立大井第一小學校
- 品川區立小中一貫校伊藤學園（日语：品川区立小中一貫校伊藤学園）
- 大井警察署（日语：大井警察署）
- 鹿嶋神社（日语：鹿嶋神社 (品川区)）
- 瀧王子稻荷神社
- 品川區立品川歷史館（日语：品川区立品川歷史館）
- 東急巴士大森操車所
- 品川區立大森貝塚遺跡庭園（日语：大森貝塚）
- NT大樓－鹽事業中心、Infoteria（日语：インフォテリア）、NISSEICOM（日语：ニッセイコム）、CyberConnect2東京工作室

## 備註
1. ↑  .   [2013年8月7日]. （原始内容存档于2014年2月23日）.
2. ↑   (PDF).   [2013-08-08]. （原始内容存档 (PDF)于2013-06-25）.